# Impeller

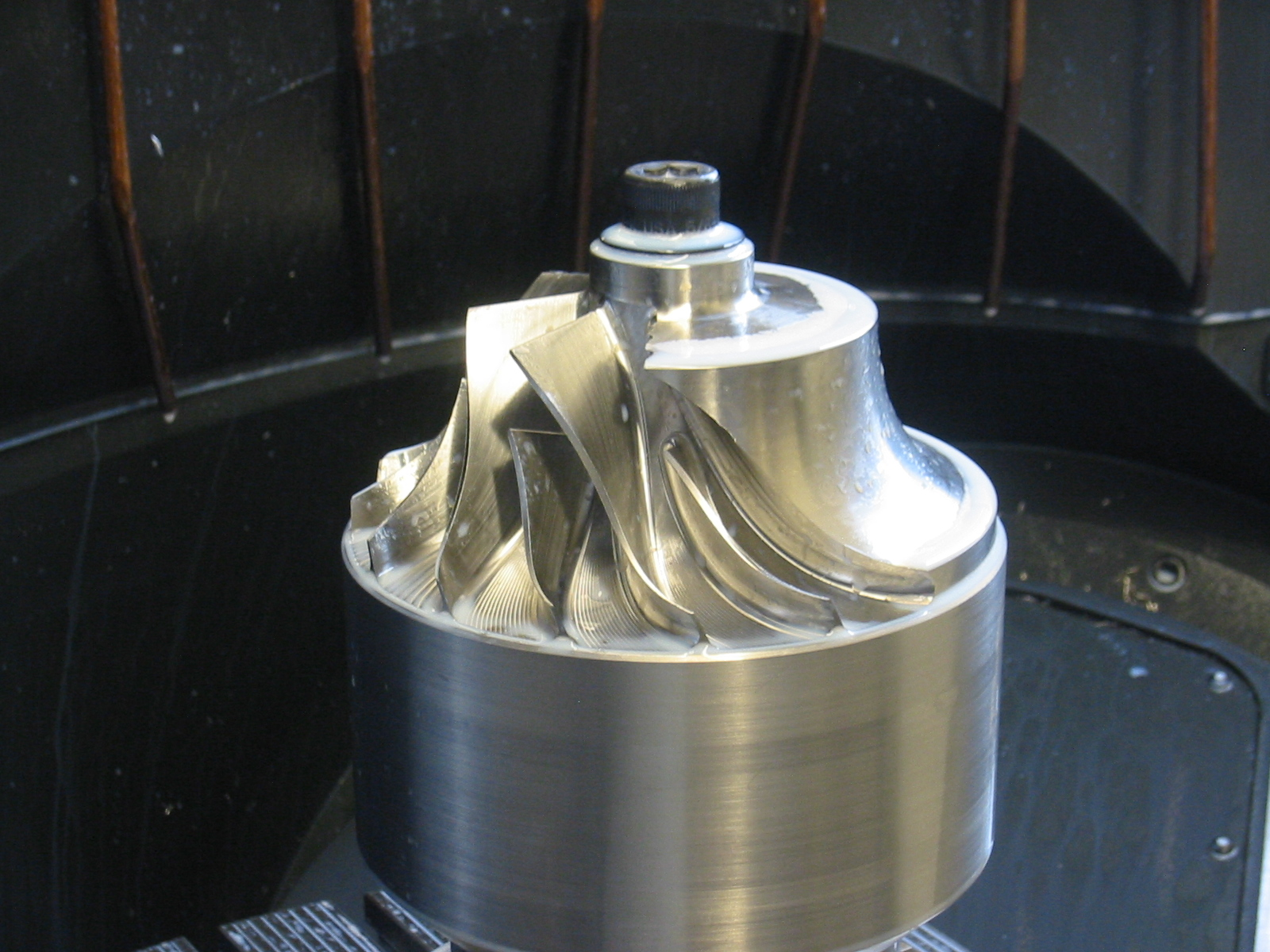
Unfertiger Impeller, „aus dem Vollen“ gefräst

Ein Impeller ist ein von einem ring- oder röhrenförmigen Gehäuse umschlossener Propeller. Das Konstruktionsprinzip gleicht dem von Mantelpropellern, die bei Luftfahrzeugen eingesetzt werden. Hier werden die Anwendungen außerhalb des Luftfahrtsektors beschrieben.

## Eigenschaften
Die Ummantelung bewirkt durch Senkung des induzierten Luftwiderstandes an den Propellerblättern eine Erhöhung des Propellerwirkungsgrades im Vergleich zu einem nicht-ummantelten Propeller. Der Grund für die Erhöhung der Effizienz liegt in der Verminderung der Randwirbelverluste, wie sie an Propeller-, Schaufel- und Flügelspitzen auftreten. So wird ein höherer Anteil der einem Schiffspropeller, einem Fenestron oder einem Ventilator zugeführten Energie in Bewegungsenergie des Fluids umgesetzt als ohne Ummantelung. Das Gleiche gilt für die vom Fluid an den Propeller übertragene Energie, die ebenfalls mit Ummantelung des Propellers größer ist. Beispiel dafür sind Geschwindigkeitsmesser oder ummantelte Windturbinen. Letztere wären wirksamer als herkömmliche Windräder, werden aber aus Gründen des baulichen Aufwandes nicht verwirklicht. Weiterhin werden Impeller dort eingesetzt, wo die Gefahr von Beschädigungen durch freilaufende Propeller vermindert werden soll.

## Anwendungen

### Schiffsantrieb
Im Jetantrieb eines Wasserfahrzeugs arbeitet ebenfalls ein Impeller. Bei einem Jetski vermindert der innenliegende Impeller die Gefahr, Schwimmer zu verletzen, und ermöglicht es auch, mit dem Fahrzeug auf einen Strand zu rutschen, anstatt an einem Steg anzulegen, da kein Propeller beschädigt werden kann. Im Luftstrom arbeitende ummantelte Rotoren werden als Mantelpropeller bezeichnet und bei Sumpfbooten, Bodeneffektfahrzeugen sowie zum Auf- und Vortrieb von Luftkissenfahrzeugen eingesetzt.

### Impellerpumpe

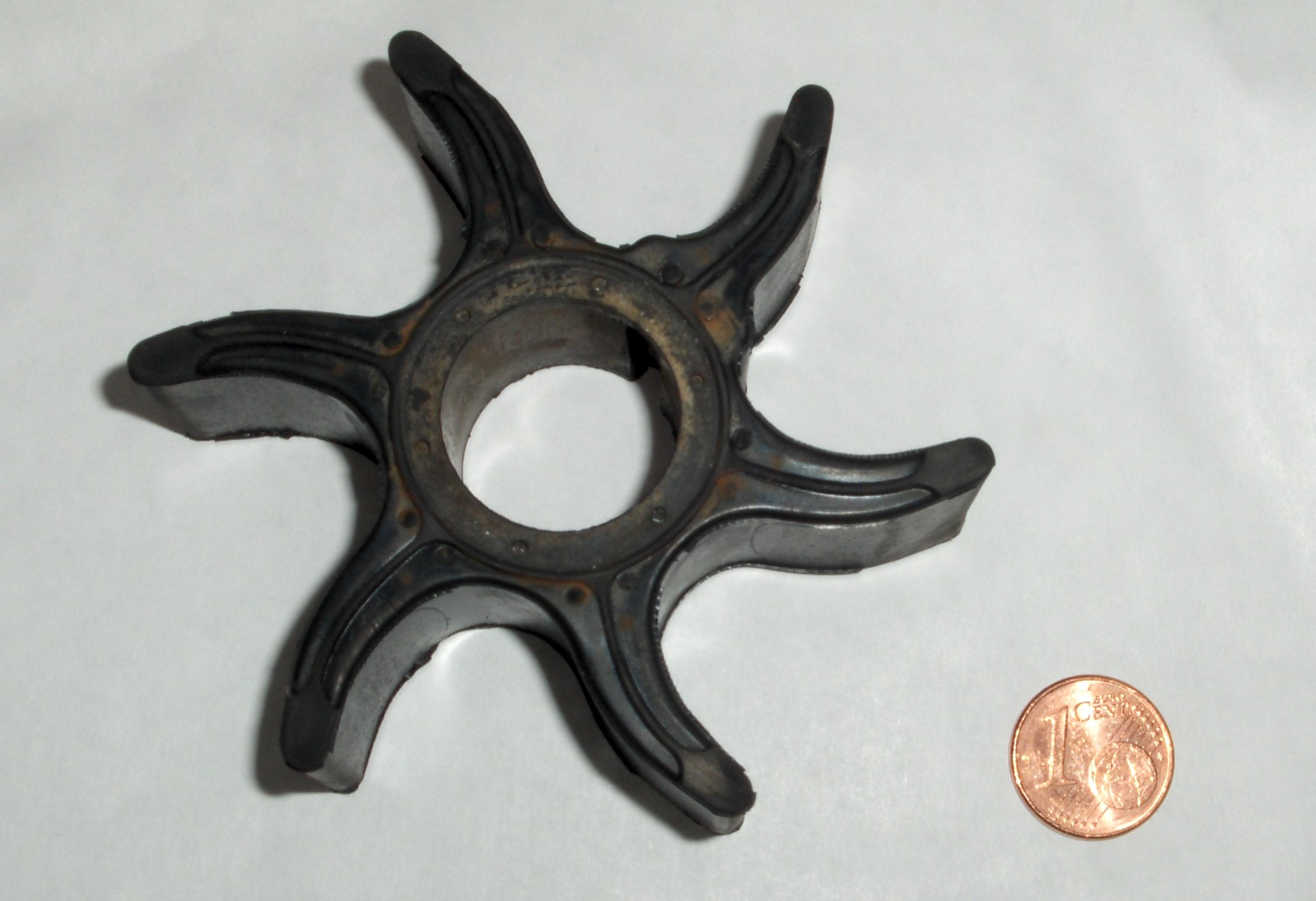
Rotor der Kühlwasserpumpe eines Außenbordmotors mit 70 PS, gebraucht

Impeller werden auch in Pumpen eingesetzt, üblicherweise mit flexiblen Schaufeln. Dass diese Propeller auch als Impeller bezeichnet werden, ist jedoch irreführend, denn es handelt sich dabei nicht um vorwiegend axial wirkende Konstruktionen vom Typ Helix, sondern um sogenannte Flügelzellenräder (auch „Verdrängerpumpe“). Der Durchmesser des Impellers ist hierbei größer als der Innendurchmesser des Pumpengehäuses, wodurch die Schaufeln aus elastischem, gummiartigem Werkstoff gebogen werden. Eine Verengung im Pumpengehäuse zwischen Einlass und Auslass, der sogenannte Keil oder Kamm, bewirkt, dass die Schaufeln in diesem Bereich stärker gebogen werden. Dadurch ist das Volumen V' im Bereich des Keils wesentlich kleiner als das Volumen V an der Ansaugöffnung, so dass das Medium der Drehbewegung des Flügelzellenrades in dem Bereich des Pumpengehäuses folgt, der dem Keil gegenüberliegt. Dies führt zu der Förderung entgegen der Umdrehungsrichtung.
Impellerpumpen werden insbesondere für die Kühlung von Bootsmotoren eingesetzt. Seewasser wird angesaugt und bei Einkreiskühlung durch den Motor und bei Zweikreiskühlung durch einen Wärmetauscher gepumpt. Anschließend tritt das Kühlwasser, meist über den Auspuff, wieder aus. Ein Ausbleiben des Wassers zeigt, dass der Kühlwasserkreislauf unterbrochen ist und ein Motorschaden wegen Überhitzung droht.

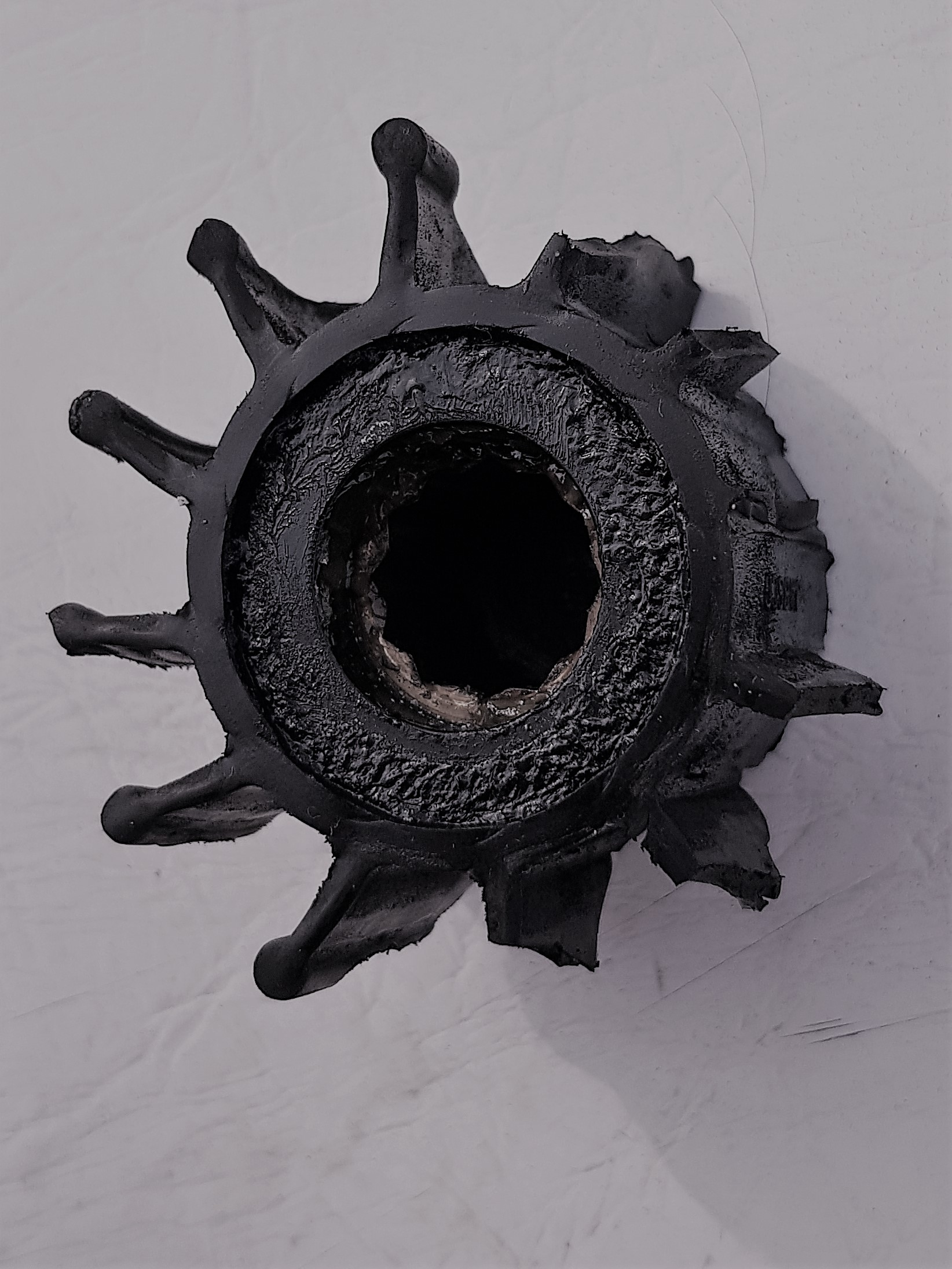
Defekter Impeller

Ein besonderer Vorteil von Impellerpumpen ist, dass sie selbstansaugend sind. Aufgrund der guten Dichtwirkung der elastischen Schaufeln am Pumpengehäuse können Impellerpumpen auch Luft ansaugen. Damit entsteht an der Ansaugöffnung ein Unterdruck, der das eigentlich zu fördernde Wasser ansaugt.
Impellerpumpen sind jedoch sehr anfällig gegen ein längeres Ausbleiben des zu fördernden flüssigen Mediums. Wird beispielsweise bei einer Impellerpumpe eines Bootsmotors die Ansaugöffnung verschlossen, weil ein Gegenstand die Öffnung zugesetzt hat oder das Seewasserventil nicht geöffnet wurde, läuft der Impeller trocken. Nach einiger Zeit reißen die flexiblen Schaufeln ab, je nach Qualität der Impellerpumpe zwischen wenigen Sekunden bis mehreren Minuten. Zusätzlich verteilen sich die einzelnen Bruchstücke der Schaufeln im Kühlwasserkreislauf und verstopfen ihn. Bei dem folgenden Wechsel des Impellers muss beachtet werden, dass alle Schaufeln entgegen der Drehrichtung des Impellers gebogen sind.
Ein weiterer Nachteil ist die starke Reibung des Impellers im Gehäuse, die einen erheblichen Teil der Antriebsleistung verschlingt, der damit nicht zur eigentlichen Medienförderung zur Verfügung steht.
Auch bei der Förderung von Lebensmitteln (Getränken) werden diese Pumpen oft verwendet, die Ansaugfähigkeit reduziert hygienisch nachteilige Öffnungen im System, ebenso werden die Medien geschont, da die „Quirlwirkung“ geringer ist als bei Kreiselpumpen (Milch).

### Flugmodellbau
In Flugmodellen werden schnell drehende, heute meist elektrisch angetriebene Impeller verwendet, um das typische Erscheinungsbild eines Strahltriebwerks zu erhalten, das durch einen Propeller gestört würde. Auch die Geräuschentwicklung ist wegen der hohen Drehzahl von bis zu ca. 50.000/min einem Jetantrieb ähnlicher.

### Geschwindigkeitsmessung
Für die Messung der Fahrt durchs Wasser (relative Geschwindigkeit) eines Wasserfahrzeuges wird ein Log verwendet. Bei einer Ausführungsform des Logs ist ein Impeller in einem Rohr angeordnet, das beidseitig offen in Fahrtrichtung ausgerichtet ist. Die Drehbewegung des Impellers wird optisch oder elektromechanisch mit einem Generator abgetastet und einer Anzeigeeinheit zugeführt.

### Metallurgie

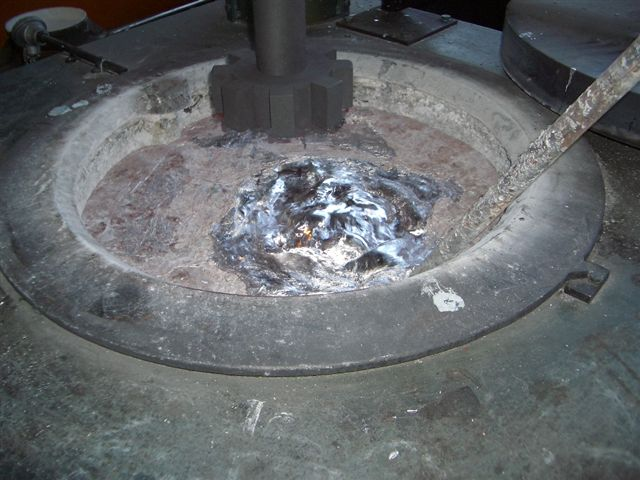
Ein Impeller-System behandelt eine Aluminiumschmelze.

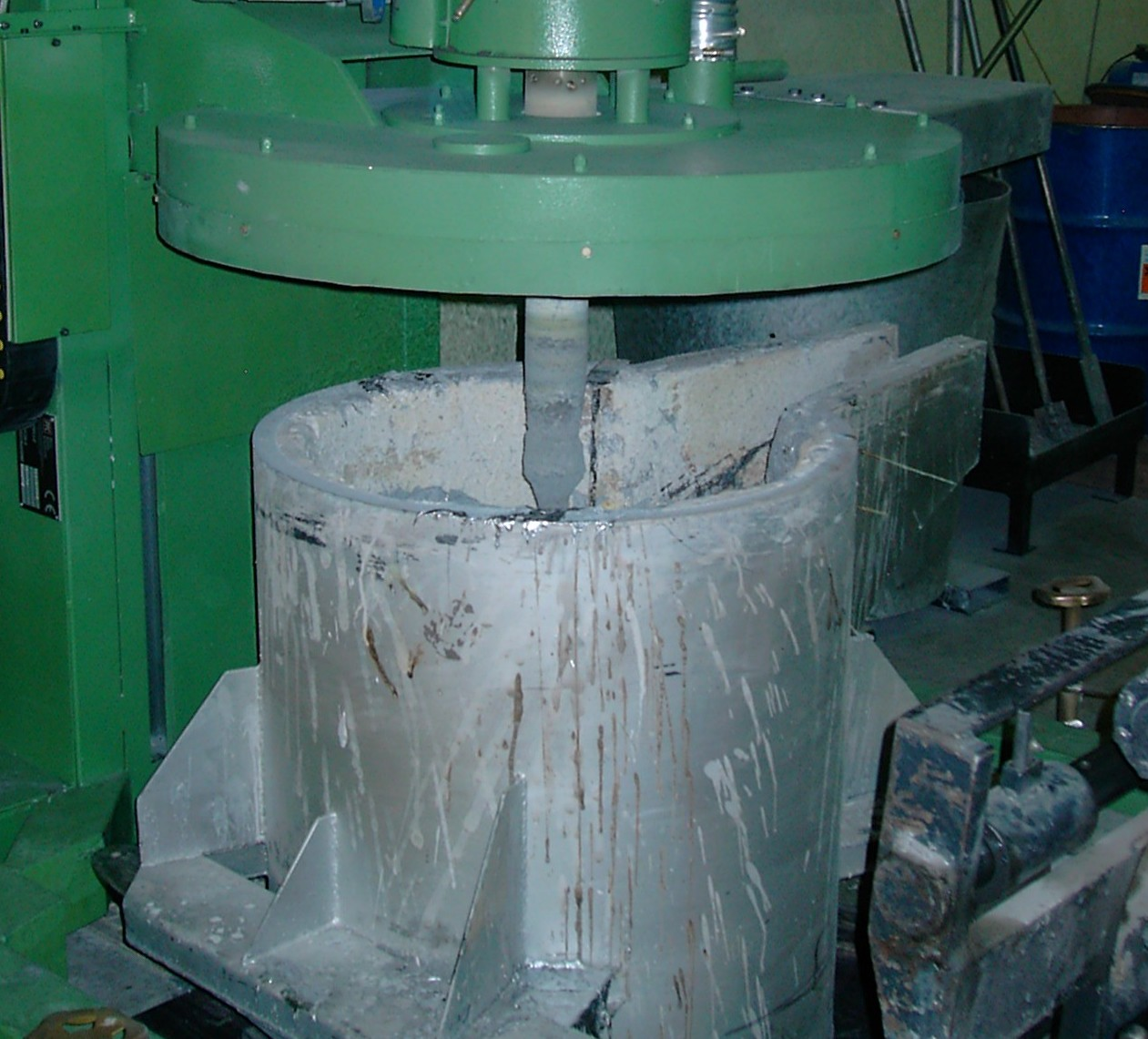
Impeller-System bereit zur Behandlung (Ansicht von oben)

In leichtmetallschmelzenden Betrieben werden seit 1980 zunehmend Impeller aus Graphit oder Keramik zur Schmelzebehandlung eingesetzt, sei es um Verunreinigungen zu entfernen, oder Zusätze von Schmelzebehandlungsmitteln in intensiven Kontakt mit der Schmelze zu bringen. In aller Regel sind das die Schmelzen reinigende, unerwünschte Verunreinigungen beseitigende Salzgemische meist in granulierter, verstaubungsarmer Form. Auch nützliche Legierungselemente können mittels Impeller in die Schmelze eingebracht werden.
Die Praxis beschränkt sich nicht auf die bloße Impellerwirkung, bringt vielmehr mittels einer entsprechenden Zusatzeinrichtung gleichzeitig und in der Dosierung mit dem Gasstrom abgestimmt ein reaktives, oder inertes Gasgemisch, wie etwa Chlor/Argon, oder Stickstoff/Argon ein. Daraus ergibt sich sowohl ein erhöhter Reinigungseffekt, also die Reduzierung störender Elemente, wie Wasserstoff und/oder Oxide, als auch eine optimierte Verteilung und damit nachhaltigere Reaktion in die Schmelze eingebrachter nützlicher Elemente, vorwiegend solcher gefügebeeinflussender Art.
Die durch den Impeller bewirkte Rotation der Schmelze ist zusätzlich segregationsverhindernd.